# جیمز بریتون ریکتز
جیمز بریتون ریکتز (۲۱ ژوئن سال ۱۸۱۷ – ۲۲ سپتامبر ۱۸۸۷) یکی از افسران ارتش ایالات متحده بوده که در طول جنگ داخلی آمریکا بعنوان یکی از فرماندهان ارتش اتحادیه خدمت کرده‌است.
وی در نخستین نبرد بول ران زخمی و اسیر شد. اما اندکی بعد در هنگام معاوضه چند افسر اسیرشده آزاد شد. پس از رهایی از اسارت در دومین نبرد بول ران و نبرد آنتی تام شرکت کرد؛ که در آن جنگ بعلت افتاد اسبش بر رویش بشدت آسیب دید. با این وجود پس از بدست آوردن بهبودی در دادگاه رسیدگی به جرایم نظامی به سرپرستی سرلشکر فیتز جان پورتر به خدمت گماشته شد. در آنجا طی رسیدگی به پرونده سیاسی شخصی اش بپاس فداکاری‌ها و جانفشانی‌هایش تشویق و ترفیع یافت. پس از آن ریکتز به فرماندهی یک تیپ در عملیات مریلند برگزیده شد و تحت فرماندهی ژنرال فیلیپ شرایدن در عملیات والی شرکت کرد. وی در نبرد سدار کریک به دلیل آسیبی که از ناحیه سینه برداشته بود از ارتش بازنشسته شد..